# باراسيلسوس
باراسيلسوس أو براكلسوس (باللاتينية: Paracelsus) كان كيميائياً وطبيباً ومنجماً وساحراً عاماً من عصر النهضة. إسمه «فيليپوس ثيوفراستوس أوريولوس بومباستوس فون هوهنهايم» ولد في 11 نوفمبر أو 17 ديسمبر 1493 في أينسيدلن، سويسرا – توفي في 24 سبتمبر 1541 في زالتسبورغ، النمسا) كان اسمه عند ولادته كان فيليپ فون هوهنهايم، لاحقاً اتخذ الاسم فيليپوس ثيوفراستوس أوريولوس بومباستوس فون هوهنهايم، ثم لاحقاً أيضاً اتخذ اللقب باراسيلسوس، وتعني «مساوي أو أعظم من أولوس كورنليوس سلسوس»، الموسوعي الروماني من القرن الأول والذي اشتهر بعمله الهام في الطب. يُنسب إليه فضل إطلاق «زنك». ويعتبر من أول علام علم النبات.
درس الطب على نفسه، وبصورة عامة من خلال مراقبة الناس من مختلف مرافق الحياة، وما يشكون من آلام، ولاحظ شيئاً واحداً وهو أن الأمراض ليست بالضرورة نتيجة أنهيار للحالة العامة للجسم، أو أخلاطه، فإن لها أسباباً معيّنة، ولذا ينبغي العمل على شفائها بمعالجات محددة، وكان باراسيلسوس يعتقد كذلك بالقيمة الشفائية للحمّامات الساخنة التي تضاف إلى مياهها المواد الكيميائية.

## سيرته
كان فيليبوس ثيوفراستوس بومباستوس فون هوهنايم يتخذ له اسم أوريولوس رمزاً لنبوغه، واسم باراسيلسوس-وهو على الأرجح ترجمة لاتينية للقب هوهنايم (71). وكان أبوه فلهلم بومباست فون هوهنايم ابناً غير شرعي لنبيل سوابي حاد الطبع. ولما ترك فلهلم ليدبر شؤونه بنفسه، مارس الطب بين فقراء القرويين قرب أينزيدلن في سويسرا، وتزوج من إلزا أوخسنر، وكانت بنت صاحب حانة وممرضة مساعدة، وقد أصيبت بعد قليل بحالة اكتئاب جنوني. وربما كان تضارب هذا النسب سبباً في ميل فيليب إلى عدم الاستقرار، وإلى إحساس ساخط بقدرات لم ترعها ببيئته رعاية كافية. وقد ولدفي 1493 وشب وسط مرضى أبيه، وربما في ألفة في الحانات غير صالحة له، تلك الحانات التي ظلت حياتها الطليقة تستهويه على الدوام. وتزعم قصة غير مؤكدة أن الصبي خصاه خنزير بري أو جنود مخمورون.
ولم يعرف أن امرأة ظهرت في حياته بعد البلوغ. وحين كان في التاسعة أغرقت أمه نفسها، ولعل هذا هو السبب في رحيل الوالد والولد إلى فيلاخ بالتيرول. وتقول رواية متواترة أن فلهلم كان يقوم بالتدريس هناك في مدرسة للمناجم ويشتغل بالكيمياء القديمة على سبيل الهواية. ولا بد أنه كان مناجم بقرب المدينة ومصنع لصهر المعادن، ومن المحتمل أن يكون فيليب قد تعلم هناك طرفاً من الكيمياء التي سيحدث فيها ثورة في دنيا العلاج.
ولما بلغ الرابعة عشرة قصد هايدلبرغ للدراسة. وتكشف طبعه القلق في انتقاله السريع من جامعة لأخرى - فرايبورغ، وإنجولشتات، وكولونيا، وتوبنجن، وفينا، وإرفورت، وأخيراً (1513-15) فيرارا -ولو أن هذا التنقل بين دور العلم كان مألوفاً في العصور الوسطى. وفي عام 1515، التحق فيليب-وقد سمى نفسه الآن باراسيلسوس-حلاقاً صحياً في جيش شارل الأول ملك أسبانيا، دون أن يحصل على درجة جامعية. فلما انتهت الحملة عاد إلى حياة الترحل. وهو يزعم أنه مارس الطب في غرناطة، ولشبونة، وإنجلترا، والدانمرك، وبروسيا وبولندا، ولتوانيا، والمجر، و«غيرها من الأقطار»(72) وكان في زالتسبورغ إبان حرب الفلاحين عام 1525، وعالج جروحهم وتعاطف مع أهدافهم. وقد ولع حيناً بالاشتراكية، فهو يندد بالمال، والفائدة، والتجار، ويدعو للشيوعية في الأرض والتجارة، وللمساواة بين الناس في الأجور (73). وفي كتابه الأول المسمى "Archidoxa" (أي الحكمة العظمى-1524) رفض اللاهوت وامتدح التجربة العلمية (74). ولما قبض عليه بعد إخفاق ثورة الفلاحين، أنقذته من حبل المشنقة شهادة بأنه لم يحمل سلاحاً قط، ولكنه نفي من زالتسبورغ، فغادرها على عجل.
وفي عام 1527 كان في ستراسبورج يمارس الجراحة ويحاضر الحلاقين الصحيين، وكان تعليمه لهم مزيجاً مهوشاً من المعقول وغير المعقول، ومن السحر والطب-ولو أن الله وحده يعلم كيف سيصف المستقبل بقينياتنا الحاضرة. وقد رفض التنجيم، ثم سلم به، وكان يأبى أن يحقن مريضاً بحقنة شرجية ما لم يكن القمر في تربيعه الصحيح. وكان يسخر من عصا الكهانة، ولكنه زعم أنه أحال المعادن ذهباً (75). وإذ كان-كأجريبا في شبابه-يحدوه تعطش للمعرفة فقد بحث في شوق عن "حجر الفلاسفة"-أي عن صيغة عامة تفسر الكون. وكتب في سذاجة المصدق عن الأقزام الخرافية، وسلامندر الأسبستوس، و"الإرشادات"، وهي علاج الأعضاء المريضة بعقاقير شبيهة بها لوناً وشكلاً. ولم يستنكف من استخدام التعاويذ والتمائم السحرية علاجاً (76)-ربما بوصفها طباً إيحائياً. ولكن هذا الرجل نفسه، الذي ينضح بأوهام جيله، أدخل تحسينات جريئة على استخدام الكيمياء في الطب. وكان يتحدث أحياناً حديث الماديين "إن الإنسان مشتق من المادة، والمادة هي الكون كله"(77). والإنسان بالنسبة للكون كالعالم الصغير (الميكروكوزم) بالنسبة للعالم الكبير (الماكروكوزم)" وكلاهما من نفس العناصر-وأساسهما الأملاح، والكبريت، والزئبق؛ والمعادن والأملاح المعدنية التي تبدو عديمة الحياة هي في الواقع مفعمة بالحياة (78). والعلاج الكيمياوي هو استخدام العالم الكبير لشفاء العالم الصغير. والإنسان من حيث بدنه مركب كيميائي، والمرض تنافر، لا في "الأمزجة" كما زعم جالينوس، بل في مكونات البدن الكيميائية؛ وهذه أول نظرية حديثة للأيض أو التمثيل الغذائي. وكان العلاج في ذلك العهد يعتمد في عقاقيره إلى حد كبير على عالم النبات والحيوان، أما باراسيلسوس، الغارق في كيميائه القديمة، فقد أكد ما للمواد غير العضوية من قدرات علاجية. وجعل الزئبق، والرصاص، والكبريت، والحديد، والزرنيخ، وكبريتات النحاس، وكبريتات البوتاسيوم، أجزاء من أقرباذينه، وأشاع استعمال الصبغات والخلاصات الكيميائية، وكان أول من صنع "صبغة الأفيون" التي نسميها اللودنوم. وقد شجع استعمال الحمامات المعدنية، وشرح خواصها وآثارها المتنوعة.

## اسهاماته فيعلم السموم
لاحظ بارسيلسوس العوامل المهنية والجغرافية المؤثرة في المرض، ودرس السل الرئوي المتليف في المعدنين، وكان من أول من ربط بين القماءة والغوطر المتوطن. وأدخل تحسينات على فهم الصرع، وعزا الشلل واضطرابات النطق إلى إصابات الرأس. ومع أن الفكرة المسلم بها عموماً في ذلك العصر عن النقرس والتهاب المفاصل هي أنهما رفيقان للشيخوخة لا شفاء منهما، فإن بارسيلسوس رأى أنهما قابلان للشفاء إذ شخصا على نتيجة لأحماض تكونها بقايا الطعام التي استغرقت طويلاً في القولون. قال «كل الأمراض يمكن ردها إلى تخثر المادة غير المهضومة في الأمعاء»(79). وقد أطلق على هذه الأحماض الناشئة عن التعفن المعوي اسم «الطرطير» لأن رواسبها في المفاصل، والعضلات، والكلى، والمثانة «تحرق كالجحيم، وطرطروس هي الجحيم»(80). «إن الأطباء يفاخرون بمعرفتهم بالتشريح، ولكنهم عاجزون عن رؤية «الطرطير» اللاصق بأسنانهم»(81). وعلق هذا المعنى بالكلمة الجديدة. واقترح وقف تكون هذه الرواسب في الجسم بالغذاء الصحي، والمقويات، وتحسين الإخراج، وحاول «تليين» الرواسب باستعمال زيت الغار ومركبات الراتنج، أما الحالات الشديدة فقد دعا فيها إلى الجراحة حتى يسمح للرواسب الملتصقة بالهروب أو تتاح إزالتها. وقد زعم أنه شفى كثيراً من حالات النقرس بهذه الوسائل، ويعتقد بعض الأطباء في عصرنا هذا أنهم شفوا مرضى بإتباع تشخيص باراسيلسوس.
ووصلت إلى بال أنباء طرق العلاج التي توصل إليها بارسيلسوس في ستراسبورج. وكان المصور الشهير فروبن يشكو هناك ألماً حاداً في قدمه اليمنى، فأشار الأطباء ببتر القدم. ودعا فروبن باراسيلسوس إلى بال ليشخص الحالة. وجاء باراسيلسوس، ووفق في علاجها دون الالتجاء إلى السلاح. واستشار أرزمس باراسيلسوس، وكان يومها يعيش مع فروبن ويشكو أوجاعاً كثيرة، فوصف له علاجاً لا ندري مدى توفيقه فيه. على أية حال أضاف هؤلاء المرضى المشهورون شهرة جديدة إلى شهرة الطبيب الشاب، وقربه خليط غريب من الظروف من منصب الأستاذ الجامعي الذي كانت تهفو إليه نفسه.
كان البروتستنت فيتلك الحقبة أغلبية في مجلس مدينة بال، ففصلوا الدكتور فونيكر طبيب المدينة على الرغم من اعتراضات أرزمس والأقلية الكاثوليكية، بحجة أنه «تفوه بعبارات جديدة ضد الإصلاح البروتستنتي»(82) وعينوا باراسيلسوس مكانه وافترض المجلس وباراسيلسوس أن هذا التعيين يتضمن حقه في التدريس في الجامعة، ولكن الكلية استنكرت التعيين واقترحت عقد امتحان علني لباراسيلسوس في التشريح وهي على بينة من ضعفه فيه. فتهرب من الاختبار، وبدأ يمارس مهنته طبيباً بالمدينة، ويحاضر في قاعة خاصة دون موافقة الجامعة (1527). وقد جمع إليه الطلاب بدعوة مميزة لخلقه هذا نصها:-
"من ثيوفراستوس بومباست فون هونهايم، الدكتور في فرعي الطب، والأستاذ، تحيات لطلبة الطب. إن الطب وحده دون جميع العلوم... هو المعترف به صناعة مقدسة. ومع ذلك فإن قلة من الأطباء يمارسونه اليوم بنجاح، ومن ثم فقد حان الوقت لرده إلى مكانه المرموق السابق، ولتنقيته من خميرة الهمج، وتطهيره من أخطائهم. وسنقوم بهذه المهمة، لا بالتزام قواعد الأقدمين، بل بشيء واحد دون سواه هو دراسة الطبيعة واستخدام الخبرة التي اكتسبناها خلال سنوات طويلة من الاشتغال بالطب. ومن ذا الذي يهل أن معظم الأطباء المعاصرين يفشلون لأنهم استعبدوا أنفسهم لتعاليم ابن سينا وجالينوس وأبقراط؟... وقد يفضي بهم هذا الطريق إلى ألقاب فخمة، ولكنه لا يكوّن طبيباً بمعنى الكلمة... فليس الطبيب في حاجة إلى الفصاحة أو الإلمام باللغة أو الكتب.... بل إلى المعرفة العميقة بالطبيعة وأعمالها...
ولقد اعتزمت، بفضل المنحة السخية التي قدمها سادة بال لهذا الغرض، أن أشرح الكتب الدراسية التي ألفتها في الجراحة وعلم الأمراض، مخصصاً لذلك ساعتين في كل يوم، على سبيل التمهيد لطرق الشفاء التي أمارسها. وأنا لا أصنف هذه الكتب من مختارات أنقلها عن أبقراط أو جالينوس. ولكنني بطول الكد والكدح خلقتها من جديد على أسس من الخبرة، التي هي اسمي معلم لجميع الأشياء. فإذا شئت إثبات شيء ما أفعل هذا بالنقل عن هؤلاء القدامى، بل بالتجربة والتفكير المبني عليها. فإن شعرت أيها القارئ العزيز بدافع يدفعك إلى استكناه هذه الخفايا المقدسة، وإن شئت أن تسبر أغوار الطب في زمن وجيز، فأقبل إلى في بال... بال في 5 يونيو 1527"(83).
وسجل ثلاثون طالباً أسماءهم في هذه الدراسة. وفي يوم الافتتاح طلع بارسيلسوس في الرداء الجامعي المألوف، ولكنه خلعه عنه لتوه، ووقف في ثوب الكيميائي الخشن ومئزرته الجلدية المتسخة بالسناج. وقد أقلى محاضرته في الطب مكتوبة بلاتينية أعدها له سكرتيره أوبورينوس (الذي طبع في تاريخ لاحق كتاب فيساليوس «فابريكا»، أما محاضرات الجراحة فألقاها بالألمانية. وكانت هذه صدمة جديدة للأطباء التقليديين، ولكنها لم تزعجهم بقدر ما أزعجهم رأي باراسيلوس وهو «أنه يجب ألا يؤدي الصيدلي عمله متواطئاً مع أي طبيب»(84). وكأنه أراد أن يعلن على الملأ ازدراءه للطب التقليدي، فقذف في النار وهو مبتهج بنص طبي حديث لعله Summa Jacobii-وكان الطلاب قد أوقدوا النار احتفالاً بعيد القديس يوحنا (24 يونيو 1527)، ثم قال «لقد ألقيت في نار القديس يوحنا» بخلاصة«الكتب، حتى تصعد جميع المحن والبلايا في الهواء مع الدخان. وهكذا طهرت مملكة الطب من أدرانها». وقارن الناس بين هذه الحركة وبين إحراق لوثر لمرسوم أصدره البابا.
أما حياة باراسيلسوس في بال فكانت خارجة على العرف خروج محاضراته. يقول أوبورينوس «لقد أنفق العامين اللذين صحبته خلالهما في السكر والشره ليل نهار... وكان متلافاً، تأتي عليه أوقات لا يجد في جيبه فيها فلساً... وكان في كل شهر يوصي بصنع سترة جديدة، ويعطي القديمة لأول قادم، ولكنها كانت من القذارة بحيث لم أتمن قط سترة منها لنفسي (86)» وقد ترك لنا هنريش بولينجر وصفاً لباراسيلسوس مماثلاً لهذا، فهو مدمن للخمر، «ورجل في منتهى القذارة (87)» ولكن أوبورينوس يشهد بحالات عجيبة من الشفاء حققها أستاذه، «في علاج القرح أتى بما يقرب من المعجزات في حالات يئس منها غيره»(88).
أما رجال الطب فقد برئوا منه دجالاً عاطلاً من الدرجة الجامعية، مجرباً مستهتراً، عاجزاً عن تشريح الجثث، جاهلاً بعلم التشريح. أما هو فقد عارض التشريح بحجة أن الأعضاء لا يمكن فهمها إلا وهي تؤدي وظيفتها في الجسم الحي أداءً متحداً طبيعياً. ورد على احتقار الأطباء له بلغة سوقية غاية في المرح. فسخر من وصفاتهم الوحشية، وقمصانهم الحريرية، وخواتمهم، وقفازاتهم الناعمة، ومشيتهم المتغطرسة، وتحداهم أن يخرجوا من حجرات الدرس إلى المعمل الكيميائي، وأن يرتدوا المآزر، ويوسخوا أيديهم بالعناصر الكيميائية وينحنوا فوق الأفران ليتعلموا أسرار الطبيعة بالتجربة وعرق الجبين. وقد عوض عن افتقاره إلى الدرجة الجامعة باتخاذ ألقاب مثل «أمير الفلسفة والطب» و«دكتور في فرعي الطب» (أي طبيب وجراح)، و«ناشر الفلسفة»، وداوى جراح غروره بالثقة في دعاواه. كتب يقول «سيتبعني الجميع، وستكون مملكة الطب مملكتي... كل الجامعات وكل الكتاب القدامى مجتمعين أقل مواهب من...»(89). وإذ ألفى نفسه مرفوضاً من الغير، فقد اتخذ لنفسه هذه الحكمة شعاراً «لا يملكنك أحد إذا استطعت أن تملك نفسك»(90). أما التاريخ فقد وبخ تفاخره، إذ جعل لقب أسرته «بومباست» اسماً نكرة (بمعنى الفشر).
وحدث أن ظريفاً مجهول الاسم في بال-متواطئاً مع كلية الجامعة، أو في تمرد عفوي من الطلبة على مدرس دجماطي-كتب قصيدة هجائية لاذعة وعرضها في مكان ظاهر، والقصيدة باللاتينية الرديئة، توهم أن جالينوس نفسه هو الذي كتبها من «الجحيم» يرد بها على منتقص قدره، وقد سماه كاكوفراستوس-خطيب الروث. وهزأت الأبيات هزءاً شديداً بمصطلحات باراسيلسوس الغيبية، ونعتته بالجنون، وأشارت عليه بأن يشنق نفسه. وحاول باراسيلسوس أن يعثر على الجاني ففشل، لذلك طلب إلى مجلس المدينة أن يستجوب الطلاب واحداً واحداً ويعاقب المذنب. ولكن المجلس تجاهل الطلب. وحوالي هذه الفترة عرض قسيس في كاتدرائية بال أن يدفع مائة «جلدر» لمن يشفيه من مرضه، وشفاه باراسيلسوس في ثلاثة أيام، ودفع له القسيس ستة جلدرات، وأبى أن يدفع الباقي بحجة أن العلاج لم يسغرق سوى وقت قصير جداً. فقاضاه باراسيلسوس، ولكنه خسر دعواه، وخسر معها هدوء طبعه، فرمى نقاده بأنهم «غشاشون حكاكون للظهور»، ونشر نبذة غفلاً من اسم الكتاب رمى فيها رجال الدين والقضاء بالفساد؛ وأمر المجلس بالقبض عليه، ولكنه أجل تنفيذ الأمر حتى الصباح. وهرب باراسيلسوس تحت جنح الظلام (1518)، بعد أن قضى في بال ثمانية شهور.
وفي نورمبرج أعاد باختصار تجربته في بال. وكل إليه آباء المدينة مستشفى سجن، فاستخدم ألواناً من العلاج أثارت الإعجاب. ولكنه ندد بحساده من أطباء المدينة لافتقارهم إلى الذمة، ولثرائهم، ولبدانة نسائهم. ثم دافع عن الكاثوليكية حين لاحظ أن أغلب أعضاء المجلس من البروتستنت. وانزعج آل فوجير الذين يبيعون الغويقم حين زعم أن هذا «الخشب المقدس» عديم الجدوى في علاج الزهري. وفي عام 1530 أغرى طباعاً مغموراً بأن ينشر «ثلاثة فصول عن المرض النفسي» عنف فيها الأطباء تعنيفاً أثار عليه عاصفة من المعارضة أكرهته على أن يعود إلى تجواله من جديد. وأراد أن ينشر كتاباً أكبر في الموضوع ذاته، ولكن مجلس المدينة منع طبعه. ودافع باراسيلسوس في خطاب كتبه إلى المجلس عن حرية الطبع بفصاحة لم تغنه فتيلاً، ولم ير الكتاب النور قط في حياته. وكان يحتوي على أفضل وصف إكلينيكي كتب عن مرض الزهري، وقد أشار باستعمال جرعات باطنية من الزئبق دون الاستعمالات الظاهرة له. وأصبح هذا المرض ساحة احتدمت فيها المعركة بين العلاج النباتي والعلاج الكيميائي.
وانتقل باراسيلسوس إلى سان- جال، وسكن نصف عام منزل أحد مرضاه. وهناك وفي فترة لاحقة ألف كتبه «العمل العجيب جداً» و«معارضة الطبيعة؟» و«الجراحة الكبرى»، وكلها بالألمانية الدارجة. وهي أكوام من الخامات الخشنة التي تعثر أحياناً على حجر كريم في ثناياها. وفي عام 1543 انتكس إلى السحر، وألف كتابه Philosophia sagax وهو خلاصة وافية في السحر. ولما مات مريضه في سان- جال راح يضرب في الأرض من جديد، متنقلاً بين ربوع ألمانيا، مستجدياً قوته أحياناً. وكان قد فاه في شبابه ببعض الهرطقات الدينية- كقوله إن دلالة العماد رمزية لا أكثر، وإن تناول الأسرار المقدسة نافع للأطفال والمغفلين، عديم الفائدة للأذكياء، وإن الصلوات للقديسين مضيعة للوقت (91). أما الآن (1532)، بعد أن هدّه الفقر والهزيمة، فقد اختبر «التحول» الديني. فصام، ووهب متاعه الباقي للفقراء، وكتب المقالات التعبدية، وعزى نفسه بآمال الجنة. وفي عام 1540 قدم له أسقف زالتسبورغ الملجأ، فقبله الرجل شاكراً، مع أنه هو الذي شجع الثورة هناك قبل خمسة عشر عاماً. وكتب وصيته، فترك نقوده القليلة لأقاربه، وأدواته لحلاقي المدينة الصحيين، وفي 24 سبتمبر 1541 أسلم جسده للتراب. لقد كان رجلاً قهرته عبقريته، غنياً في الخبرة المنوعة والأحاسيس الذكية، ناقصاً في تعليمه المدرسي نقصاً أعجزه عن فصل العلم عن السحر، مفتقراً إلى ضبط النفس اللازم للسيطرة على حماسته المتأججة، حاد الخصومة بحيث لم يستطع التأثير في جيله. ولعل حياته وحياة أجريبا أعانتا على تضخيم أسطورة فاوست. وإلى القرن الماضي كان يحج إلى قبره في زالتسبورغ ضحايا وباء تفشي في النمسا والأمل يراودهم في الشفاء بسحر روحه أو بسحر رفاقه (92).

## روابط خارجية
- باراسيلسوس على موقع الموسوعة البريطانية (الإنجليزية)
- باراسيلسوس على موقع إن إن دي بي (الإنجليزية)